# Чапман, Коннор
Коннор Эдвард Чапман (англ. Connor Edward Chapman; 31 октября 1994, Сидней Австралия) — австралийский футболист, защитник клуба «Мельбурн Виктори».

## Клубная карьера
Чапман — воспитанник клуба «Ньюкасл Юнайтед Джетс». 18 февраля 2012 года в матче против «Перт Глори» Коннор дебютировал в Эй-лиге.
В середине 2014 года Коннор перешёл в «Мельбурн Харт» (немногим позднее переименованный в «Мельбурн Сити»), подписав двухлетний контракт. 7 декабря в матче против «Брисбен Роар» он дебютировал за новый клуб. 27 ноября 2015 года в поединке против «Перт Глори» Чапман забил свой первый гол за «Сити».
В начале 2017 года Коннор перешёл в южнокорейский «Инчхон Юнайтед». 5 марта в матче против «Чеджу Юнайтед» он дебютировал в Кей-лиге.
В январе 2018 года Чапман перешёл в «Пхохан Стилерс». В феврале 2019 года корейская пресса сообщила, что якобы, стремясь расторгнуть контракт с «Пхоханом», Чапман предоставил фальшивую справку о заражении паразитами. Сам игрок это опроверг и сообщил, что пропустил предсезон из-за болезни желудка, и недовольный графиком его восстановления клуб предпочёл расторгнуть контракт с ним.
7 марта 2019 года Чапман вернулся играть на родину, подписав контракт с новичком Эй-лиги «Уэстерн Юнайтед».

## Международная карьера
В 2011 году в составе юношеской сборной Австралии Чапман принял участие в юношеском чемпионате мира в Мексике. На турнире он сыграл в матчах против сборных Кот-д’Ивуара, Бразилии, Дании и Узбекистана.
В 2013 году в составе молодёжной сборной Австралии Коннор принял участие в молодёжном чемпионате мира в Турции. На турнире он сыграл в матчах против команд Сальвадора, Турции и Колумбии.